# Migration du saumon
 (février 2021).
La mise en forme du texte ne suit pas les recommandations de Wikipédia : il faut le « wikifier ».
Les points d'amélioration suivants sont les cas les plus fréquents. Le détail des points à revoir est peut-être précisé sur la page de discussion.
- Les titres sont pré-formatés par le logiciel. Ils ne sont ni en capitales, ni en gras.
- Le texte ne doit pas être écrit en capitales (les noms de famille non plus), ni en gras, ni en italique, ni en « petit »…
- Le gras n'est utilisé que pour surligner le titre de l'article dans l'introduction, une seule fois.
- L'italique est rarement utilisé : mots en langue étrangère, titres d'œuvres, noms de bateaux, etc.
- Les citations ne sont pas en italique mais en corps de texte normal. Elles sont entourées par des guillemets français : « et ».
- Les listes à puces sont à éviter, des paragraphes rédigés étant largement préférés. Les tableaux sont à réserver à la présentation de données structurées (résultats, etc.).
- Les appels de note de bas de page (petits chiffres en exposant, introduits par l'outil «  Source ») sont à placer entre la fin de phrase et le point final[comme ça].
- Les liens internes (vers d'autres articles de Wikipédia) sont à choisir avec parcimonie. Créez des liens vers des articles approfondissant le sujet. Les termes génériques sans rapport avec le sujet sont à éviter, ainsi que les répétitions de liens vers un même terme.
- Les liens externes sont à placer uniquement dans une section « Liens externes », à la fin de l'article. Ces liens sont à choisir avec parcimonie suivant les règles définies. Si un lien sert de source à l'article, son insertion dans le texte est à faire par les notes de bas de page.
- La présentation des références doit suivre les conventions bibliographiques. Il est recommandé d'utiliser les modèles {{Ouvrage}}, {{Chapitre}}, {{Article}}, {{Lien web}} et/ou {{Bibliographie}}. Le mode d'édition visuel peut mettre en forme automatiquement les références.
- Insérer une infobox (cadre d'informations à droite) n'est pas obligatoire pour parachever la mise en page.

Pour une aide détaillée, merci de consulter Aide:Wikification.
Si vous pensez que ces points ont été résolus, vous pouvez retirer ce bandeau et améliorer la mise en forme d'un autre article.
 (avril 2021).

Un grizzly pêche un saumon lors d'une migration.

La migration du saumon correspond au moment où le saumon, qui a migré de l'océan, nage vers les cours supérieurs des rivières où il fraye sur des lits de gravier. Après le frai, tous les saumons du Pacifique et la plupart des saumons de l'Atlantique meurent et le cycle de vie du saumon recommence. Cette petite partie de la migration, la dernière, est appelée « montaison ». La première phase de la migration est la « dévalaison » des juvéniles appelés « smolts » vers la mer. La deuxième phase est le long voyage des « post-smolts » vers les aires de nourrissage et de grossissement. La troisième phase est la migration de retour (« homing ») dont la montaison est la dernière étape. La migration annuelle peut être un événement majeur pour les grizzlis, les pygargues à tête blanche et les pêcheurs sportifs humains. La plupart des espèces de saumon migrent à l'automne, de septembre à novembre
La plupart des saumons passent leur jeunesse dans des rivières. Ils descendent ensuite vers la mer et gagnent les "terres nourricières" où ils vivent leur vie adulte et prennent la majeure partie de leur masse corporelle. Arrivés à maturité, ils retournent dans les rivières pour frayer. Il existe une espèce de Saumon atlantique non anadrome, appelée ouananiche qui passe sa vie en lac et remonte son tributaire natal pour y frayer. Ils retournent souvent dans la rivière où ils sont nés, parfois même dans la frayère de leur naissance. Cette précision peut s'expliquer par l'emploi de la magnétoréception pour localiser leur rivière natale depuis l'océan. Une fois dans la rivière, c'est l'utilisation de l'odorat qui permet de localiser la frayère de la naissance.
En Amérique du Nord-Ouest, le saumon est une espèce clé de voûte, espèce dont l'effet sur l'environnement est disproportionné par rapport à sa biomasse. La mort du saumon a pour conséquence le transfert de l'océan à la faune terrestre des éléments nutritifs importants dans leurs carcasses, riches en azote, soufre, carbone et phosphore. La génération suivante de saumon, ainsi que les espèces qui peuplent tous les lieux atteints par le saumon, en bénéficient. Les nutriments peuvent également être rejetés en aval dans les estuaires où ils s'accumulent et sont consommés par les oiseaux nicheurs estuariens.

## Contexte
La plupart des saumons sont anadromes, terme qui vient du grec anadromos, qui signifie «courir vers le haut». Ils naissent dans l'eau douce des rivières et grandissent dans l'eau salée des océans. Lorsqu'ils sont parvenus à maturité, ils migrent vers leur rivière natale qu'ils remontent pour y frayer. (ce que les anglo-saxons appellent "homing").
Le saumon anadrome est un poisson de l'hémisphère nord qui passe sa phase océanique dans l'océan Atlantique ou dans l' océan Pacifique. Il prospère dans l'eau froide. Il n'existe qu'une seule espèce de saumon dans l'Atlantique, communément appelée le saumon atlantique. Ces saumons remontent les rivières des deux côtés de l'océan. Sept espèces différentes de saumon habitent le Pacifique, et toutes sont appelées saumon du Pacifique. Cinq de ces espèces remontent les rivières des deux côtés du Pacifique, mais les deux autres ne se trouvent que du côté asiatique. Au début du XIXe siècle, le saumon Chinook a été transplanté avec succès dans l'hémisphère sud, loin de son aire de répartition d'origine, dans les rivières de Nouvelle-Zélande. Plus récemment, le Saumon rose a été introduit dans la Mer Blanche où il a réussi (non sans mal) à se reproduire naturellement; cette espèce exotique envahissante est maintenant présente dans de nombreuses rivières norvégiennes. Les tentatives de transplantation de saumons anadromes à d'autres endroits n'ont, pour l'instant, pas abouti.
Le cycle de vie d'un saumon anadrome commence et, si le saumon survit jusqu'à sa mort naturelle, se termine dans un lit de gravier dans la partie supérieure d'un ruisseau ou d'une rivière. Dans les frayères, les œufs de saumon sont déposés, pour les protéger, dans le gravier. Après 2 à 6 mois, les œufs éclosent donnant naissance à des larves minuscules et translucides appelées alevins. Ils ont sous le cou une poche appelée vésicule vitelline : elle contient des réserves alimentaires pour 4 semaines environ, ces alevins dits "vésiculés" restant cachés dans le gravier. Leur vésicule consommée, ils doivent trouver leur nourriture : ils quittent donc la protection de leur nid de gravier et commencent à se nourrir de plancton. À la fin de l'été, les alevins "nageurs" se transforment en tacons, juvéniles qui se nourrissent de petits invertébrés et sont camouflés avec un motif de taches et de barres verticales. Ils restent à ce stade pendant trois ans en moyenne,.
Avant le début de la phase océanique, les juvéniles perdent leurs barres de camouflage et subissent des transformations physiologiques qui leur permettront de survivre au passage de l'eau douce à l'eau salée. À ce stade, le saumon prend le nom de smolt. Les smolts passent quelque temps dans les eaux saumâtres de l'estuaire de la rivière, leur osmorégulation s'ajuste pour faire face aux niveaux de salinité plus élevés qu'ils rencontreront dans l'océan. À la fin du printemps, physiologiquement prêts et mesurant entre quinze et vingt centimètres, les smolts quittent les rivières et entrent en mer. Ils prennent alors le nom de post-smolt qu'ils garderont jusqu'à leur premier hiver passé en mer. Les post-smolts forment des bancs et partent à la recherche de zones de nourrissage en eaux profondes. Pendant un à quatre ans, les saumons adultes développent leur capacité à nager et à se reproduire,.
Ensuite, effectuant l'une des migrations les plus extrêmes du règne animal, le saumon revient de l'océan vers sa rivière natale pour y frayer.

## Retour de l'océan

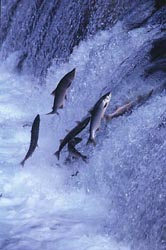
Saumons sautant dans une chute

Après plusieurs années où ils parcourent de longues distances dans l'océan, les saumons regagnent la rivière où ils sont nés, et, pour nombre d'entre eux, la frayère où ils sont nés.
Plusieurs hypothèses expliquent ce retour, l'une d'entre elles étant que les saumons utilisent des signaux géomagnétiques et chimiques. Le poisson peut être sensible au champ magnétique terrestre, ce qui, depuis l'océan, peut l'aider à s'orienter vers l'estuaire de son ruisseau natal.
Le saumon a un odorat développé. Depuis le XIXe siècle (comme l'atteste une publication datant de 1822), la question du rôle de cet odorat dans le retour du saumon se pose. En 1951, Hasler émet l'hypothèse qu'une fois à proximité de l'estuaire ou à l'entrée de sa rivière de naissance, le saumon peut utiliser des signaux chimiques olfactifs (spécifiques à chaque rivière). En 1978, Hasler et ses élèves montrent de manière convaincante que la précision du retour est en effet due à l'odorat. Ils démontrent en outre que c'est au stade de smolt, avant de gagner la mer, que le saumon s'imprègne de l'odeur de la rivière. Ils peuvent aussi être sensibles aux phéromones caractéristiques émises par leurs jeunes conspécifiques. Il est prouvé qu'ils peuvent «faire la distinction entre deux populations de leur propre espèce».
L'odeur spécifique de chaque rivière et de ses affluents, et son rôle dans la localisation du saumon, conduit à une recherche de mécanismes permettant au saumon de se repérer en mer sur de longues distances. En 1977, Leggett propose comme mécanismes possibles, l'utilisation du soleil pour la navigation et l'orientation vers divers gradients possibles, tels que les gradients de température, de salinité ou de produits chimiques, ou les champs géomagnétiques ou géoélectriques
L'utilisation du soleil comme indice de déplacement n'est pas démontrée : des saumons en migration sont observés par temps nuageux ou la nuit. De même, des saumons marqués électroniquement savent se diriger dans des eaux trop profondes pour que le soleil leur soit utile.
En 1973, il est démontré que le saumon atlantique a des réactions cardiaques adaptées aux champs électriques, dont la force est similaire à celle des océans. "Cette sensibilité pourrait permettre à un poisson migrateur de s'aligner en amont ou en aval dans un courant océanique en l'absence de références fixes." En 1988, des chercheurs découvrent que le crâne du saumon rouge contient du fer sous forme de magnétite à domaine unique. Les quantités présentes sont suffisantes pour la magnétoception.
D'après des études de marquage, certains poissons ne retrouvent pas leur rivière natale, mais une autre à proximité,. Cet éloignement permet à l'espèce de peupler d'autres endroits. En 1984, Quinn émet l'hypothèse qu'il existe un équilibre dynamique, contrôlé par les gènes, entre ceux qui retournent et ceux qui s'égarent. Si les frayères ont une qualité uniforme et élevée, la sélection naturelle devrait favoriser les descendants qui retournent avec précision. Cependant, si les frayères ont une qualité variable, alors la sélection naturelle devrait favoriser un mélange de descendants errants et de descendants qui trouvent avec précision,.

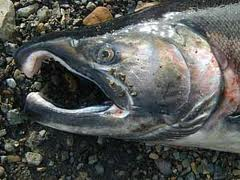
Mâchoire d'un saumon mâle reproducteur

Avant de remonter la rivière, le saumon subit de profonds changements physiologiques : il nage en contractant le muscle rouge longitudinal et les muscles blancs orientés obliquement. Les muscles rouges sont utilisés pour les migrations océaniques, les muscles blancs pour les accélérations ou les sauts. Arrivé dans l'estuaire de sa rivière natale, il doit adapter son métabolisme énergétique à deux défis : nager avec l'énergie qu'exigent les rapides de la rivière, et fournir le sperme ou les œufs nécessaires pour la reproduction. L'eau de l'estuaire reçoit le rejet d'eau douce du fleuve natal. Le ruissellement de surface rend la charge chimique de l'eau douce plus élevée que l'eau salée. En 2009, des chercheurs montrent que, lorsque le saumon rencontre la baisse de salinité et l'augmentation de la stimulation olfactive qui en résulte, deux changements métaboliques clés sont déclenchés : utilisation des muscles blancs pour nager (au lieu des muscles rouges), et augmentation de la charge de spermatozoïdes et d'ovules. "Les phéromones dans les frayères [déclenchent] un deuxième changement pour améliorer encore la charge reproductive." 
À l'approche de la fraie, le saumon subit d'autres changements morphologiques radicaux, comme sa couleur, qui peut changer entièrement : tous perdent leur bleu argenté pour s'assombrir. Les saumons sont sexuellement dimorphes : le saumon mâle développe un crochet sur la mâchoire, ainsi que des dents semblables à des canines. Le Saumon rose mâle développe une bosse.

## Obstacles rencontrés lors de la migration
Le saumon commence sa migration dans des conditions optimales. La nage nécessite des capacités musculaires, et la reproduction, un développement sexuel avancé. Il dépense alors toute son énergie dans ces transformations et dans la nage.
La remontée de la rivière, ou montaison, peut être épuisante pour le saumon, obligé parfois à se battre sur des centaines de kilomètres pour gagner le cours supérieur de la rivière. Pendant la migration, il ne se nourrit pas. Le saumon chinook et le saumon rouge du centre de l'Idaho doivent parcourir 1448 km et grimper près de 2,13 km avant de pouvoir frayer. Les décès de saumon qui surviennent lors du voyage en amont sont appelés mortalité en route (en anglais : en route mortality).
Le saumon négocie les cascades et les rapides en sautant. On a enregistré des sauts verticaux de 3,65 mètres de hauteur. La hauteur que peut atteindre un saumon dépend de la position de l'onde stationnaire ou du resaut hydraulique, ainsi que de la profondeur de l'eau.
Les échelles et autres passes à poissons sont conçues pour aider les saumons et les autres migrateurs à franchir ou contourner les barrages et autres obstacles artificiels, et à continuer à nager vers leurs frayères plus en amont.
Des prédateurs , tels que les ours, les pygargues à tête blanche et les pêcheurs peuvent attendre le saumon pendant la course. Animaux solitaires à d'autres occasions, les grizzlis se rassemblent près des ruisseaux et des rivières lorsque le saumon fraye. La prédation par les phoques communs,les otaries de Californie et de Steller peut constituer une menace importante, même dans les écosystèmes fluviaux.
Les ours noirs pêchent aussi le saumon. Bien qu'opérant pendant la journée, ils ont tendance à pêcher le saumon la nuit, ce qui leur permet d'éviter la concurrence avec d'autres ours et d'en capturer un plus grand nombre. Cette différence de capture s'explique par le comportement du saumon : pendant la journée, il est plus attentif aux indices visuels, mais la nuit, il se concentre sur le frai, produisant des indices acoustiques que les ours repèrent. De plus, les saumons remarquent plus difficilement la robe noire des ours pendant la nuit. En 2009, des chercheurs comparent le succès de recherche de nourriture des ours noirs à celui de l'ours Kermode à poil blanc, une sous-espèce transformée de l'ours noir. Ils découvrent que l'ours Kermode n'a pas plus de succès pour attraper le saumon la nuit, mais en a plus que les ours noirs pendant la journée.

Les loutres sont d'autres prédateurs communs. En 2011, des chercheurs montrent que le saumon "renifle" les loutres. Si les loutres ont mangé du saumon, les individus restant les détectent et évitent les eaux contenant des excréments de loutres,. 

## Frai
Le terme mortalité avant le frai est utilisé pour désigner les poissons arrivant avec succès sur les frayères, mais meurent sans avoir frayé. La mortalité avant le frai est très variable, avec une étude observant des taux entre 3% et 90%,. Elle s'explique par des températures élevées,, un fort débit des rivières et des infections parasitaires, fongiques ou bactériennes,. Cependant, "à l'heure actuelle, il n'y a pas d'indicateurs fiables pour prédire si un individu arrivant dans une zone de frai survivra réellement pour frayer".
Pour pondre ses œufs, le saumon femelle construit un nid dans un radier au fond de  gravier. Dans un radier, l'eau est peu profonde et le courant turbulent. Elle utilise sa queue (nageoire caudale) pour créer une zone de basse pression, en soulevant du gravier à balayer en aval et en creusant une dépression peu profonde. Le nid, qui couvre environ 3 mètres, peut contenir jusqu'à 5000 œufs, chacun d'environ la taille d'un pois. Les œufs sont de couleur orange à rouge. Un ou plusieurs mâles s'approchent ensuite de la femelle au-dessus de son nid, déposant son sperme, ou laitance, sur ses ovules. La femelle recouvre alors les œufs en dérangeant le gravier au bord amont de la dépression avant de faire un autre nid. Avant épuisement de la réserve, la femelle conçoit jusqu'à sept nids,.
Chez le saumon rose et certains saumons rouges, le mâle développe des bosses avant le frai, qui lui peuvent lui conférer des avantages. Elles réduisent la probabilité que le saumon fraye dans les eaux peu profondes, qui ont tendance à se dessécher pendant les étiages ou à geler en hiver. De plus, les riffles peuvent contenir de nombreux saumons qui frayent simultanément. Les prédateurs, comme les ours, sont plus susceptibles d'attraper les mâles à bosse les plus proéminentes visuellement, leur bosse faisant saillie à la surface de l'eau, ce qui peut protéger les femelles.
Les saumons mâles dominants défendent leurs nids en poursuivant les intrus, et en les mordant avec les dents qu'ils ont développées avant le frai. Les crochets sont utilisés pour se serrer autour de la base de la queue (pédoncule caudal) d'un adversaire.

## Détérioration du saumon
Après le frai, en eau douce, l'état du saumon se détériore, souvent rapidement, avant la mort. Le saumon en détérioration est parfois appelé poisson zombie. Il n'a accès qu'à peu de nourriture et s'épuise pour nager en amont, brûlant beaucoup d'énergie,. Ils ont également une sénescence programmée, qui est «caractérisée par une immunosuppression et une détérioration des organes»,.
La mort des poissons-zombie intervient quelques jours après le frai, plus rarement quelques semaines. Les poissons sont ensuite mangés par des animaux ou se décomposent et ajoutent des nutriments dans la rivière.
Le saumon du Pacifique est un exemple d'animal sémelpare : les animaux sémelpares ne se reproduisent qu'une fois dans leur vie. La sémelparité est une stratégie de reproduction et d'évolution qui met en œuvre toutes les ressources pour la reproduction, aux dépens de la vie future. La semelparité, réputée chez les insectes, se fait plus rare chez les autres animaux.
Le saumon du Pacifique vit dans cet océan, puis retourne dans sa rivière de naissance, fraye et meurt. La semelparité est parfois appelée reproduction «big bang», car la reproduction est un évènement important et mortel pour le reproducteur. La plupart des saumons de l'Atlantique meurent également après le frai. Environ 5 à 10%, principalement des femelles, retournent dans l'océan où ils peuvent se rétablir et se reproduire à nouveau.

## Espèce clé de voûte
Dans le nord-ouest du Pacifique et en Alaska, le saumon est une espèce clé de voûte dont l'impact est important pour la faune, ours, loutres et oiseaux. Les corps de saumon représentent un transfert de nutriments de l'océan, riches en azote, soufre, carbone et phosphore, vers l' écosystème forestier.
Les grizzlis jouent le rôle d' ingénieur de l'écosystème, capturant les saumons et les transportant dans les zones boisées adjacentes. Ils y déposent de l'urine et des excréments riches en nutriments et des carcasses partiellement mangées. On estime que les ours laissent jusqu'à la moitié du saumon qu'ils récoltent sur le sol forestier,, à des densités pouvant atteindre 4000 kilogrammes par hectare, fournissant jusqu'à 24% de l'azote total disponible pour les boisés riverains. On a découvert de l'azote provenant du saumon pêché par le grizzly dans le feuillage d' épicéas situés à 500 mètres de la rivière.
Les loups pêchent le saumon lors de la migration (même si des cerfs, leurs proies habituelles, sont disponibles). «La sélection de proies bénignes telles le saumon est logique d'un point de vue sécuritaire. En chassant le cerf, les loups subissent beaucoup de blessures graves et souvent mortelles. En plus des avantages en matière de sécurité, nous avons déterminé que le saumon fournit également une nutrition optimale en termes de graisse et d'énergie. " 
Le cours supérieur de la rivière Chilkat, en Alaska, compte de bonnes frayères, qui attirent chaque année jusqu'à un demi-million de saumons kéta. Lors de la remontée par les saumons, des pygargues à tête blanche arrivent par milliers pour en dévorer sur les frayères : un tel rassemblement est l'un des plus grands du monde chez cette espèce. Les aigles participent également, leur nombre étant corrélé à celui de saumons reproducteurs
Les nutriments résiduels du saumon peuvent aussi s'accumuler dans les estuaires, nourrissant les oiseaux. Ainsi, une étude de 2010 montre que densité et diversité de nombreux oiseaux nicheurs estuariens en été «[sont] fortement prédites par la biomasse du saumon en automne». Les saumons anadromes fournissent des nutriments à ces «assemblages diversifiés.. écologiquement comparables aux troupeaux de gnous migrateurs du Serengeti ».

## Perspectives
L'avenir des migrations de saumon dans le monde dépend de nombreux facteurs, la plupart étant déterminés par l'activité humaine. On compte parmi eux :
- la pêche commerciale, récréative et de subsistance
- les modifications des cours d'eau et des rivières, notamment la construction de digues
- la production d'électricité, le contrôle des crues, et l'irrigation fournie par les barrages
- la modification par l'être humain des environnements d'eau douce, estuariens et marins où va le saumon, ainsi que les changements aquatiques dus aux régimes de circulation climatique et océanique
- les prélèvements d'eau des rivières et des réservoirs à des fins agricoles, municipales, ou à des fins commerciales
- les changements climatiques causés au moins en partie par les activités humaines - la concurrence de poissons non indigènes
- la prédation du saumon par les mammifères marins, les oiseaux et d'autres espèces de poissons
- les maladies et les parasites, dont ceux issus de l'extérieur de la région d'origine
- la réduction de la reconstitution des nutriments due à la décomposition du saumon[50]

En 2009, la NOAA (National Oceanic and Atmospheric Administration, en français Agence américaine d'observation océanique et atmosphérique) indique que le ruissellement continu dans les rivières nord-américaines de trois pesticides contenant des neurotoxines «mettra en péril l'existence continue» de saumons du Pacifique en voie de disparition,. Le réchauffement climatique peut causer la fin des migrations de saumon à la fin du XXIe siècle, comme les migrations californiennes de saumon Chinook. En 2010, un rapport des Nations unies indique que les crustacés, comme les ptéropodes, composante du régime alimentaire du saumon océanique, peinent à construire leurs coquilles d' aragonite du fait de l'acidification des océans. Les futures migrations de saumons seront mises en danger par cette acidification.

## Dans la culture
L'écrivain Anton Tchekhov décrit dans le compte rendu L'Île de Sakhaline ses observations sur la migration du saumon pendant son séjour à l'île de bagne russe :

« Quand il pénètre dans l'embouchure, le saumon est sain et vigoureux, mais par la suite, sa lutte incessante contre le courant, l'entassement, la faim, le frottement et les coups contre les troncs noyés et les pierres entament ses forces, il maigrit, son corps se couvre d'ecchymoses, sa chair devient flasque et blanche, il découvre les dents ; il change à ce point d'aspect que les personnes non averties le prennent pour une autre espèce et l'appellent même parfois bécard. Peu à peu, il s'affaiblit, ne peut plus résister au courant et s'attarde dans les anses ou derrière les souches, la gueule enfoncée dans la berge ; alors, il se laisse prendre à la main et les ours le sortent d'un coup de patte. À la fin, complètement épuisé par le frai et le manque de nourriture, il meurt ; et l'on en voit, au milieu de fleuve, de nombreux spécimens qui dorment d’un sommeil éternel, cependant que les rives des cours supérieurs se parsèment de poisson crevé qui exhale une puanteur infecte. Toutes les souffrances qu'endure le poisson à la saison des amours s'appellent « la migration vers la mort », car c'est là qu'elle conduit inévitablement, aucun poisson ne retourne à l'océan, ils meurent tous en rivière. « L'épanouissement du concept de migration, dit Middendorff, l'élan irrépressible de l'attraction érotique poussé jusqu'à la mort ; dire qu'un pareil idéal se loge dans la petite cervelle d'un poisson humide et froid ! »

C'est la détérioration qui est décrite ici.

## Lieux de migration notables
- Adams River (Colombie-Britannique)
- Rivière Chilkat (Alaska)
- Columbia River (Colombie-Britannique, États-Unis)
- Rivière Copper (Alaska)
- Fraser River (Colombie-Britannique)
- Rivière Kenai (Alaska)
- River Spey (Écosse)
- River Tay (Écosse)
- River Tweed (frontière entre l'Écosse et l'Angleterre)
- River Tyne (Angleterre)
- Snake River (États-Unis)
- Fleuve Yukon (Alaska, Yukon, Colombie-Britannique)

## Lectures complémentaires
* USDA Forest Service, Salmon/Steelhead Pacific Northwest Fisheries Program. Retrieved 30 December 2011.
- Knapp G, Roheim CA and Anderson JL (2007) The Great Salmon Run: Competition Between Wild and Farmed Salmon World Wildlife Fund.
- Mozaffari, Ahmad and Alireza Fathi (2013) "A natural-inspired optimization machine based on the annual migration of salmons in nature" Modèle:ArXiv.
- Quinn, Thomas P. (2005) The Behavior and Ecology of Pacific Salmon and Trout UBC Press.  (ISBN 978-0-7748-1128-6).

Magnétoréception et retour dans la rivière natale 
- Bandoh H, Kida I, Ueda H, « Olfactory Responses to Natal Stream Water in Sockeye Salmon by BOLD fMRI », PLoS ONE, vol. 6, no 1,‎ 2011, e16051 (PMID 21264223, PMCID 3022028, DOI 10.1371/journal.pone.0016051, Bibcode 2011PLoSO...616051B)
- Bracis, Chloe (2010) A model of the ocean migration of Pacific salmon University of Washington.
- Johnsen S, Lohmann KJ, « The physics and neurobiology of magnetoreception », Nature Reviews Neuroscience, vol. 6, no 9,‎ 2005, p. 703–712 (PMID 16100517, DOI 10.1038/nrn1745, lire en ligne [archive du 30 juin 2007])
- Johnsen S, Lohmann KJ, « Magnetoreception in animals », Physics Today, vol. 61, no 3,‎ 2008, p. 29–35 (DOI 10.1063/1.2897947, Bibcode 2008PhT....61c..29J, lire en ligne [archive du 30 juin 2007])
- Lohmann KJ, Lohmann CM, Endres CS, « The sensory ecology of ocean navigation », J Exp Biol, vol. 211, no 11,‎ 2008, p. 1719–1728 (PMID 18490387, DOI 10.1242/jeb.015792 )
- Mann S, Sparks NH, Walker MM, Kirschvink JL, « Ultrastructure, morphology and organization of biogenic magnetite from sockeye salmon, Oncorhynchus nerka: implications for magnetoreception », J Exp Biol, vol. 140,‎ 1988, p. 35–49 (PMID 3204335, lire en ligne)
- Metcalfe J, Arnold G and McDowall R (2008) "Migration" pp. 175–199. In: John D. Reynolds, Handbook of fish biology and fisheries, Volume 1, John Wiley & Sons.  (ISBN 978-0-632-05412-1).
- Moore A, Privitera L and Riley WD (2013) "The behaviour and physiology of migrating Atlantic salmon" In: H Ueda and K Tsukamoto (eds), Physiology and Ecology of Fish Migration, CRC Press, pp. 28–55.  (ISBN 9781466595132).
- Ueda, Hiroshi (2013) "Physiology of imprinting and homing migration in Pacific salmon" In: H Ueda and K Tsukamoto (eds), Physiology and Ecology of Fish Migration, CRC Press, pp. 1–27.  (ISBN 9781466595132).
- Walker MM, Diebel CE, Haugh CV, Pankhurst PM, Montgomery JC, Green CR, « Structure and function of the vertebrate magnetic sense », Nature, vol. 390, no 6658,‎ 1997, p. 371–6 (PMID 20358649, DOI 10.1038/37057, Bibcode 1997Natur.390..371W)
- Wired. Hacking Salmon’s Mental Compass to Save Endangered Fish 2 December 2008.

Azote
- Cederholm CJ, Kunze MD, Murota T, Sibatani T, « Pacific salmon carcasses: essential contributions of nutrients and energy for aquatic and terrestrial ecosystems », Fisheries, vol. 24, no 10,‎ 1999, p. 6–15 (DOI 10.1577/1548-8446(1999)024<0006:psc>2.0.co;2, lire en ligne)
- Gresh T, Lichatowich J, Schoonmaker P, « Salmon Decline Creates Nutrient Deficit in Northwest Streams », Fisheries, vol. 15, no 1,‎ 2000, p. 15–21 (DOI 10.1577/1548-8446(2000)025<0015:AEOHAC>2.0.CO;2, lire en ligne [archive du 9 mai 2008])
- Hocking MD, Reynolds JD, « Impacts of salmon on riparian plant diversity », Science, vol. 331, no 6024,‎ 2011, p. 1609–1612 (PMID 21442794, DOI 10.1126/science.1201079, Bibcode 2011Sci...331.1609H, lire en ligne)
- Naiman RJ, Bilby RE, Schindler DE, Helfield JM, « Pacific salmon, nutrients, and the dynamics of freshwater and riparian ecosystems », Ecosystems, vol. 5, no 4,‎ 2002, p. 399–417 (DOI 10.1007/s10021-001-0083-3, lire en ligne [archive du 24 avril 2012])
- Ruckelshaus MH, Levin P, Johnson JB, Kareiva PM, « The Pacific salmon wars: what science brings to the challenge of recovering species », Annu. Rev. Ecol. Syst., vol. 33,‎ 2002, p. 665–706 (DOI 10.1146/annurev.ecolsys.33.010802.150504, lire en ligne)

Résilience
- Bottom DL, Jones KK, Simenstad CA, Smith CL, « Reconnecting social and ecological resilience in salmon ecosystems », Ecology and Society, vol. 14, no 1,‎ 2009, p. 5 (DOI 10.5751/es-02734-140105, lire en ligne)
- Bottom DL, Jones KK, Simenstad CA and Smith CL (Eds.) (2010) Pathways to Resilient Salmon Ecosystems Ecology and Society, Special Feature.